# Milan Luhový
Milan Luhový (Ružomberok, 1º gennaio 1963) è un ex calciatore cecoslovacco naturalizzato slovacco dal 1992.
Ha partecipato al Campionato mondiale di calcio 1990.

## Palmarès

### Club
- Coppa di Cecoslovacchia: 3

Slovan Bratislava: 1981-1982
Dukla Praga: 1984-1985, 1989-1990

### Individuale
- Talento cecoslovacco dell'anno: 1

1982
- Capocannoniere del campionato cecoslovacco: 2

1987-1988 (24 gol), 1988-1989 (25 gol)